# Il mondo di noi duri
Il mondo di noi duri è il secondo album in studio (primo album solista) del cantante italiano Riz Samaritano, pubblicato nel 1967.

## Tracce
1. Tango Assassino - Pinchi, Piacentino
2. I Cornuti - A. Pistone
3. Tango Vigliacco - Lombardi, Miglioli
4. Ma Che Calze Vuoi Da Me - Deani, Perotti
5. Tango Dell'Evaso - Pinchi, Piacentino
6. Cadavere Spaziale - Finestra, Trombetta
7. Nun Tucca' - Schellino, Piacentino
8. Kriminal Tango - Locatelli, Trombetta
9. Ti Faccio Un Mazzo - D'Acquisto, Trombetta
10. Vigliacca - Specchia, Principe
11. Scusami Fred - Arrigoni, Principe, Schellino, Piacentino
12. Riz Il Duro - Fanciulli, Schellino, Moretti
13. El Scopador - Elival, Schellino
14. Mezzo Litro Di Tango - A. Lafardo, Maietti, Beretta

## Edizioni
- 1967 - Il mondo di noi duri (Combo Record, LP 20090, LP)
- 1967 - Il mondo di noi duri (Combo Record, Stereo8)